# Combretum

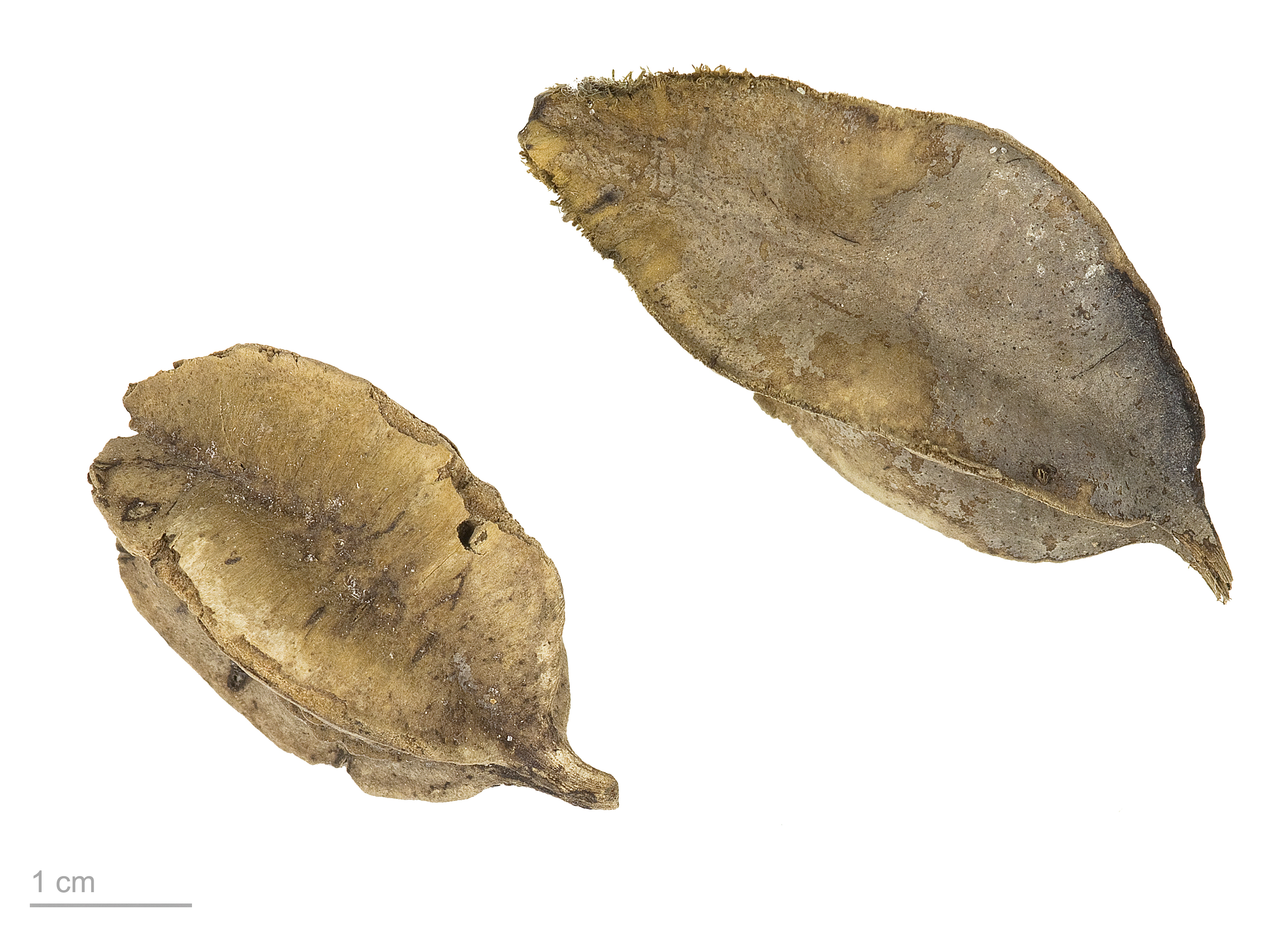
Combretum acutum

Combretum es un género de plantas con flores perteneciente a la familia Combretaceae. 

## Descripción
Son árboles pequeños, arbustos o bejucos, raramente espinosos; plantas hermafroditas (en Nicaragua) o raramente dioicas. Hojas opuestas, con glándulas pediculadas o escamas peltadas o raramente ambas. Inflorescencias en espigas, racimos, o racimos o panículas de espigas; hipanto superior hipocrateriforme a larga y curvadamente infundibuliforme; sépalos 4 o 5, cortos; pétalos 4 o 5 o raramente ausentes; estambres 8 o 10 o raramente más, exertos. Frutos secos, con 4 o 5 crestas o alas papiráceas, sin hipanto superior persistente.

## Distribución
El género abarca cerca de 370 especies de árboles y de arbustos, 300 de los cuales son nativos de África tropical, 5 de Madagascar, 25 de Asia tropical y 40 de América tropical. El género no está presente en Australia. Varias especies se utilizan en la medicina tradicional africana o india.

## Taxonomía
El género fue descrito por Pehr Löfling y publicado en Iter Hispanicum 308, en 1758.

## Algunasespecies
- Combretum albopunctatum Suess.
- Combretum album Pers.
- Combretum apiculatum Sond.
- Combretum bracteosum (Hochst.) Brandis
- Combretum bruneelii De Wild.
- Combretum caffrum (Eckl. & Zeyh.) Kuntze
- Combretum celastroides Welw. ex M.A.Lawson
- Combretum coccineum (Aubl.) Engl. & Diels
- Combretum collinum Fresen.
- Combretum comosum G.Don
- Combretum decandrum Ruiz & Pav. ex G.Don
- Combretum discolor Taub.
- Combretum dolchipeles - Nigeria
- Combretum edwardsii Exell
- Combretum elaeagnifolium Planch.
- Combretum elaeagnoides Klotzsch
- Combretum engleri Schinz
- Combretum erythrophyllum (Burch.) Sond.
- Combretum flagrocarpum Herb. ex C.B.Clarke
- Combretum fragrans F.Hoffm.
- Combretum fruticosum (Loefl.) Stuntz
- Combretum grandidieri Drake
- Combretum holstii Engl.
- Combretum imberbe Wawra
- Combretum kraussii Hochst.
- Combretum latifolium Blume
- Combretum micranthum G.Don
- Combretum moggii Exell
- Combretum molle R.Br. ex G.Don
- Combretum mossambicense (Klotzsch) Engl.
- Combretum nelsonii Duemmer
- Combretum obovatum F.Hoffm.
- Combretum padoides Engl. & Diels
- Combretum paniculatum Vent. : sin. C. microphyllum Klotzsch
- Combretum petrophilum Retief
- Combretum pisoniiflorum (Klotzsch) Engl.
- Combretum psidioides Welw.
- Combretum racemosum P.Beauv.
- Combretum razianum K.G.Bhat
- Combretum quadrangulare Kurz
- Combretum schumannii Engl.
- Combretum vendae A.E.Van Wyk
- Combretum wattii Exell
- Combretum woodii Duemmer
- Combretum zeyheri Sond.